# Resolució 1201 del Consell de Seguretat de les Nacions Unides
La Resolució 1201 del Consell de Seguretat de les Nacions Unides fou adoptada per unanimitat el 15 d'octubre de 1998. Després de reafirmar les resolucions 1125 (1997), 1136 (1997), 1152 (1998), 1155 (1998), 1159 (1998) i 1182 (1998) sobre la situació a la República Centreafricana, el Consell va ampliar el mandat de la Missió de les Nacions Unides a la República Centreafricana (MINURCA) fins al 28 de febrer de 1999.
La República Centreafricana va fer progressos considerables en l'aplicació dels acords de Bangui i les grans reformes polítiques i econòmiques. També hi havia un pla operatiu per a l'organització de les eleccions, que havien de ser recolzades per la missió de la MINURCA. El Consell va acollir amb beneplàcit la decisió de les autoritats del país de celebrar eleccions el 22 de novembre i el 13 de desembre de 1998 i en conseqüència el mandat del MINURCA es va ampliar per donar-les suport. La missió podria transportar material electoral, equips i observadors des de i cap a llocs electorals i dur a terme observacions limitades de la primera i segona ronda de les eleccions.
El secretari general Kofi Annan havia recomanat en el seu informe proporcionar seguretat durant el procés electoral. Es van desplegar 150 funcionaris de les Forces Armades Centreafricanes i operar sota les normes aplicables a la MINURCA. Mentrestant, es va instar els Estats membres a proporcionar assistència tècnica, financera i logística que ajudessin a l'organització de les eleccions.
Finalment, el secretari general es va encarregar d'informar al Consell abans del 20 de desembre de 1998 sobre el mandat de la MINURCA, la implementació de diversos acords i desenvolupaments a la República Centreafricana. Va expressar la seva intenció de resoldre MINURCA el 28 de febrer de 1999 amb una reducció de la seva mida no més tard del 15 de gener de 1999.